# Bundesverband der Ärztinnen und Ärzte des öffentlichen Gesundheitsdienstes
Der Bundesverband der Ärztinnen und Ärzte des öffentlichen Gesundheitsdienstes e. V. (BVÖGD) ist ein Fachverband sowie eine eigenständige gewerkschaftliche Vertretung mit Sitz in Berlin. Nach dem Wechsel der Bundesvorsitzenden Ute Teichert ins Gesundheitsministerium zum Februar 2022 wurde im Mai 2022
Johannes Nießen zum neuen Vorsitzenden gewählt. Seit dessen Berufung zum Errichtungsbeauftragten des Bundesinstituts für Öffentliche Gesundheit (BIÖG) leiten Kristina Böhm und Emmanuel Wiggerich den Verband gemeinsam.
Der BVÖGD ist der Dachverband der 
- in allen Bundesländern vertretenen Landesverbände der Ärztinnen und Ärzte des Öffentlichen Gesundheitsdienstes. Derzeit gibt es als Mitglieder 15 Landesverbände, da Brandenburg und Berlin einen gemeinsamen Landesverband bilden.
- Er ist für Mitglieder dieser Landesverbände, sowohl Beamte wie Tarifbeschäftigte, die berufspolitische und gewerkschaftliche Vertretung.

- Er ist in Gremien der Bundesärztekammer vertreten, er ist Mitglied des Ausschusses „Arzt im öffentlichen Dienst“ und im Ausschuss „Gesundheit und Umwelt“ und ordentliches Mitglied der Deutschen Akademie der Gebietsärzte. Er kooperiert mit wissenschaftlichen und ärztlichen Verbänden, Organisationen und Institutionen.

- Der BVÖGD ist Mitglied des Dachverbandes „Deutsche Gesellschaft für Public Health“ (DGPH), der „Bundesvereinigung Prävention und Gesundheitsförderung“ (BVPG), auf europäischer Ebene in der „European Union for School and University Health and Medicine“ (EUSUHM) und in der „World Federation of Public Health Associations“ (WFPHA).

- Der BVÖGD führt gemeinsam mit dem Bundesverband der Zahnärzte des Öffentlichen Gesundheitsdienstes jährlich einen wissenschaftlichen Kongress durch, an dem ca. 600 bis 800 Ärzte und Zahnärzte teilnehmen.

Das Verbandsorgan ist die Zeitschrift Das Gesundheitswesen.